# Serge Firca
Serge Firca (né le 11 mars 1948 à Vittel) est un athlète français, spécialiste du triple saut.

## Biographie
Il remporte deux titres de champion de France, en 1969 et 1971. Il améliore à deux reprises le record de France du triple saut, le portant à 16,33 m en 1969, et à 16,37 m en 1970.
Il se classe huitième des championnats d'Europe d'athlétisme 1969.

### Palmarès
- Championnats de France d'athlétisme :
  - vainqueur du triple saut en 1969 et 1971.

### Records
| Épreuve     | Performance | Lieu | Date |
| ----------- | ----------- | ---- | ---- |
| Triple-saut | 16,38 m     |      | 1972 |